# 安斯巴赫的卡羅琳
勃蘭登堡-安斯巴赫的卡洛琳（英語：Caroline of Brandenburg-Ansbach；1683年3月1日—1737年11月20日）全名威廉明妮·夏洛特·卡洛琳（Wilhelmina Charlotte Caroline）是大不列顛國王喬治二世的妻子，在1727年6月11日至1737年11月20日期間在位為大不列顛和愛爾蘭王后以及漢諾威選帝侯夫人。通過後代克裡斯蒂安九世和維多利亞女王，卡洛琳也是目前大部分歐洲王室的共同祖先。
卡洛琳的父親安斯巴赫藩侯約翰·弗雷德裡希，屬於霍亨索倫王朝的其中一個分支，是安斯巴赫藩侯國的統治者。而父親在卡洛琳三歲時便去世了；母親薩克森-艾森納赫的艾蕾諾爾·厄德穆特公主也在1692年嫁給了薩克森選帝侯約翰·格奧爾格四世，並於1696年去世。成為孤兒的卡洛琳便搬到了她的監護人在普魯士的國王弗雷德裡希一世和王后漢諾威的索菲·夏洛特的開明的宮廷。在普魯士宮廷，卡洛琳以前有限的教育得到了拓寬，還接受了索菲·夏洛特所擁有的自由主義觀點。卡洛琳和索菲·夏洛特保持著亦師亦友的關係，索菲·夏洛特的觀點也影響了卡洛琳的一生。
當卡洛琳還是個年輕女子時，卡洛琳很常被選為他國王子的新娘候選人。在拒絕當時西班牙王位繼承人奧地利的卡爾大公的婚約後，卡洛琳與當時的英國王位第三順位繼承人兼漢諾威選侯國繼承人的格奧爾格·奧古斯特王子，即後來的大不列顛國王喬治二世結婚。兩人擁有八個孩子，其中的七個孩子活到了成年期。1714年，大不列顛的安妮女王去世，作為第一繼承人的漢諾威選帝侯格奧爾格即位為喬治一世。而格奧爾格·奧古斯特王子成為了威爾士親王，而卡洛琳成為了威爾士王妃，並移居到英國。身為威爾士王妃，卡洛琳和丈夫集結政治勢力一起反對喬治一世。1717年，在一場家庭爭吵後，威爾士親王喬治被逐出宮廷。卡洛琳在當時與羅伯特·沃波爾有聯繫，羅伯特·沃波爾在當時是一位反對派政治家，還擔任過政府大臣。1720年，羅伯特·沃波爾重新加入政府，在沃波爾的建議下，威爾士親王喬治公開與國王喬治一世和解。在接下來的幾年內，羅伯特·沃波爾被晉升為首席大臣，即英國首相。
1727年，威爾士親王喬治繼位為喬治二世後，卡洛琳成為了英國的王后以及漢諾威的選帝侯夫人。而長子弗雷德裡克成為威爾士親王。他是反對派的焦點，就如他的父親反對喬治一世。卡洛琳和弗雷德裡克的關係也十分緊張。作為威爾士王妃和英國王后，卡洛琳通過羅伯特·沃波爾施展了她的影響力。卡洛琳還四度擔任攝政，皆是在喬治二世在漢諾威逗留期間。卡洛琳因在英國政治不穩定時期加強了漢諾威王朝在英國的地位而大受讚揚。1737年，卡洛琳去世後，她的政治盟友和丈夫喬治二世都對她表示哀悼，喬治二世也拒絕再婚。

## 早年
卡羅琳是德意志侯爵約翰·腓特烈和他的第二任妻子萨克森-艾森纳赫的埃萊奧諾勒所生。當卡羅琳三歲的時候，父親就在1686年死於天花，卡羅琳與胞弟只能跟隨母親過著不富裕的生活。
1696年卡羅琳的母親過世之後，卡羅琳不久就輾轉由勃兰登堡选帝侯腓特烈三世夫妻監護並扶養長大。薰陶在柏林夏洛滕堡宮的智識環境，讓少女時的卡羅琳視野大開，得以結識萊布尼茲為首的哲學家們。她以欣賞、學習的心態，觀看哲學家與耶穌會教士、新教神學家的激昂辯論，從中獲得開闊活潑的心志與高度的學識。她與普魯士王后索菲·夏洛特（Sophie Charlotte，1668年—1705年）擁有深厚的情感，索菲王后將她視如己出，當作親生女兒般撫養。當她必須短暫地回到安斯巴赫時，索菲王后就感歎說：「沒有卡羅琳的柏林，就好像沙漠一樣。」

## 婚配
成年後的卡羅琳，成為一個兼具智慧和美貌的女性，吸引了許多王侯的上門提親。索菲王后的母親──漢諾瓦的索菲（漢諾瓦選帝侯喬治一世之母）更稱她為「德意志最值得婚配（許配）的公主」。在普王腓特烈一世的支持下，當時德意志最有權勢的王子──神聖羅馬皇帝的次子卡爾六世（正在西班牙王位繼承戰爭中競逐王位），於1703年正式向她求婚，並請她放棄路德新教改信天主教，以配合奧地利哈布斯堡王朝的家風。經過幾番考慮，不願改信天主教的卡羅琳在1704年拒絕了求婚，抵受住來自選侯（相當於養父）施加的壓力，以及成為西班牙王后，甚至是神聖羅馬皇后的誘惑。
1705年8月22日，卡羅琳與漢諾瓦選帝侯世子喬治結婚，也就是後來的英王喬治二世。1714年英王喬治一世即位，卡羅琳的丈夫受封為威爾士親王。1727年，隨著喬治二世的即位，卡羅琳成為英國的王后。

## 王后兼攝政
國王與王后的感情很好（雖然仍趕流行地包養情婦），卡羅琳不但是忠實賢慧的妻子，更是公正明智的王后。正因為國王敬重王后遠勝於己的智慧與人格，所以她孜孜矻矻地幫助國王治國，左右著國家的施政；而當喬治二世不在國內時（國王經常回去漢諾瓦選侯國，在該國享受專制君主的無上權力），也總是由王后攝政。王后以高明的政治手腕及影響力，撮合了英國大政治家──首相沃波爾和國王的關係與彼此信任，並逐漸贏得人民的愛戴（藉由真誠的幽默感和對文藝的鑑賞力），促使漢諾威王朝在英國建立不斷穩固的政治基礎。
她不遺餘力地推展慈善事業，曾使彌爾頓的一個女兒免於貧困；在國王情緒和輿論的高低起伏中，一直支持著作曲大師韓德爾。她拿出私房錢鼓勵懷才不遇的年輕才子，並藉由養老金拯救異端神學家威廉·惠斯頓；她也保障了蘇格蘭詹姆士黨的信仰自由。當她在1737年過世之時，人民普遍替她追悼感念，尤以國王最為哀痛，他因此拒絕王后死前要求丈夫續弦遺願，只願意維持情婦的關係。喬治二世沉痛地說：「我從未看過一個夠資格替她提鞋的女人。」

## 評價
因為她對信仰自由的保障、教職任命的公正與慧眼、文藝和沙龍的大力支持，早在她登基為王后之前，法國的伏爾泰就評價她說：「上帝讓這個（威爾士）親王妃降生人世，一定是為了讓她達成鼓勵藝術、替人類謀幸福的使命……她是坐在寶座上和藹可親的哲學家（智者）。」
卡羅琳死後，英國的新教徒將她當作道德榜樣，給予無比的崇敬；即使是仇視漢諾威王朝的詹姆士黨，也承認她有深厚的同情心，對於詹姆士黨徒施予仁慈的寬容，實為善行義舉。

## 延伸閱讀
- Chisholm, Hugh (编). .  5 (第11版). London: Cambridge University Press. 1911.
- Gerrard, Christine. . Campbell Orr, Clarissa  (编). . Manchester University Press. 2002: 142–161. ISBN 0-7190-5770-1.
- Marschner, Joanna. . Campbell Orr, Clarissa  (编). . Manchester University Press. 2002: 130–142. ISBN 0-7190-5770-1.
- Ward, Adolphus William. Caroline (1683-1737). (編) Stephen, Leslie. Dictionary of National Biography. London: Smith, Elder & Co. 1887.